# Julian King (diplomate)
Pour les articles homonymes, voir Julian King.
Sir Julian King, né le 22 août 1964 à Royal Sutton Coldfield (Warwickshire), est un diplomate et haut fonctionnaire britannique. Ambassadeur du Royaume-Uni en France en 2016, il est commissaire européen à la Sécurité de l'Union au sein de la commission Juncker de 2016 à 2019. Il est le dernier commissaire européen nommé par le Royaume-Uni avant son retrait de l'Union européenne.

## Études
Ancien du St. Peter's College d’Oxford où il a étudié la philosophie et la théologie (M.A.) et de l’École nationale d'administration (ÉNA), promotion 1989.

## Carrière
Il rejoint le Bureau des Affaires étrangères et du Commonwealth en 1985.
De 1998 à 2003, il est en poste à Bruxelles, comme premier secrétaire puis conseiller à l’élargissement. Il est ensuite conseiller à la mission du Royaume-Uni auprès des Nations unies à New York.
Entre 2004 et 2008, il a de nouveau travaillé à la représentation permanente du Royaume-Uni à Bruxelles comme représentant britannique auprès du comité politique et de sécurité. Entre 2008 et 2009, il a été chef de cabinet du commissaire britannique à l'Ue (sous le baron Mandelson puis la baronne Ashton).
En 2009, il est nommé en tant qu'ambassadeur du Royaume-Uni en Irlande. Entre 2011 et 2014, il est directeur-général du Bureau pour l'Irlande du Nord ; puis il devient directeur-général des affaires économiques et consulaires. En décembre 2015, il est nommé ambassadeur britannique en France ; il entre en fonctions le 1er février 2016.
À la suite du référendum du 23 juin 2016, par lequel les Britanniques se sont prononcés en faveur d'une sortie de l'Union européenne le baron Hill commissaire européen britannique a démissionné. Le premier ministre David Cameron a proposé sir Julian King pour le remplacer. Le 2 août, il est nommé par le Président de la Commission européenne Jean-Claude Juncker en tant que commissaire pour l'Union européenne de la sécurité, chargé de la lutte contre le terrorisme et le crime. Le 15 septembre suivant, sa désignation a été approuvée par le Parlement européen et il a été officiellement nommé par le Conseil de l'Union européenne le 19 septembre 2016.

## Vie privée
Europhile, il a rencontré son épouse Lotte Knudsen, fonctionnaire européenne d'origine danoise, à l’ÉNA. Son stage d’énarque a eu lieu dans le Gers, département où le couple s’est marié et possède une demeure,,.